# Лиму (округ)
Лиму (фр. Limoux) — округ (фр. Arrondissement) во Франции, один из округов в регионе Лангедок-Руссильон. Департамент округа — Од. Супрефектура — Лиму.
Население округа на 2006 год составляло 43 387 человек. Плотность населения составляет 24 чел./км². Площадь округа составляет всего 1781 км².